# Котелинка
Котелинка — река в России, протекает по Островскому району Псковской области. Длина реки составляет 14 км.
Начинается у деревни Садки. Течёт в общем западном направлении через деревни Котельно, Подрезово, Косорово, Федотинки, Михны. Устье реки находится в 19 км по правому берегу реки Дубня напротив деревни Щекотово.

## Данные водного реестра
По данным государственного водного реестра России относится к Балтийскому бассейновому округу, водохозяйственный участок реки — Великая. Относится к речному бассейну реки Нарва (российская часть бассейна).
Код объекта в государственном водном реестре — 01030000212102000029164.